# Massimo Lupini
Massimo Lupini (Perugia, 15 febbraio 1954) è un ex calciatore italiano, di ruolo attaccante.

## Carriera
Ha totalizzato cinque presenze nel campionato di Serie A 1976-1977 con la maglia del Perugia, esordendo in massima serie il 28 novembre 1976 in occasione della sconfitta esterna col Verona, e 6 presenze in Serie B con Perugia e Lecce (mentre nell'annata 1977-1978 nelle file della Sampdoria non prese parte ad incontri di campionato).